# أوسكار باغوي
أوسكار باغوي (Óscar Bagüí) (و. 10 ديسمبر 1982)، هو لاعب كرة قدم إكوادوري في مركز مدافع.

## روابط خارجية
- أوسكار باغوي على موقع الاتحاد الدولي (مؤرشف)  (الإنجليزية)
- أوسكار باغوي على موقع قاعدة بيانات كرة القدم.إي يو (الإنجليزية)
- أوسكار باغوي على موقع ناشيونال فوتبول تيمز (الإنجليزية)
- أوسكار باغوي على موقع Soccerbase.com (لاعب) (الإنجليزية)
- أوسكار باغوي على موقع Soccerway.com (الإنجليزية)
- أوسكار باغوي على موقع عالم كرة القدم.نت (الإنجليزية)
- أوسكار باغوي على موقع AS.com (الإسبانية)

أوسكار باغوي على فرق كرة القدم الوطنية.كوم